# Interrupteur aérien télécommandé
Un interrupteur aérien télécommandé, ou IAT est un organe de coupure déployé dans les réseaux de distribution d'énergie électrique à haute tension (HTA), principalement utilisé pour commander à distance l'ouverture ou la fermeture d'une liaison électrique à haute tension A (20 000 V).